# Matilda Mother
«Matilda Mother» es una canción del grupo británico de rock progresivo Pink Floyd. Pertenece a su primer álbum: The Piper at the Gates of Dawn.
En principio, en la letra se empleaba material de la colección de Hilaire Belloc Cautionary Tales, pero hubo que reescribirla por protestas legales.
La canción tiene un comienzo inusual, con el órgano acompañando un ostinato de bajo a dos voces: la superior repite una nota (si natural) mientras la inferior insiste en un movimiento cromático que abarca una tercera mayor (de re natural a fa sostenido); en definitiva, un juego con las notas del acorde de si menor (que es el de tónica) y algunas de las adyacentes a ellas, y siguiendo la cadencia frigia. 
Con la guitarra, se emplean poco los acordes. Rick Wright hace un solo de órgano en la escala frigia mayor de Fa sostenido, y con el sexto grado mayor en lugar del menor, lo que en ese modo es poco frecuente en la música occidental. 
La canción termina con un pasaje con aire de vals en Mi mixolidio, con Rick Wright y Syd Barrett cantando sin letra.
Dura 3 minutos y 7 segundos, y fue escrita por Syd Barrett, miembro fundador de la banda; y fue producida por Norman Smith.

## Personal e instrumentario
- Syd Barrett - guitarra eléctrica, voz principal en 2 pistas (el estribillo, el puente y la última copla)
- Richard Wright - órganos Hammond y Farfisa, voz principal en 2 pistas (el estribillo y las dos primeras coplas)
- Roger Waters - bajo, voz de acompañamiento
- Nick Mason - batería

## Letras
La letra cita fragmentos de cuentos de hadas leídos de un libro al cantante por su madre ("read(ing) the scribbly black", refiriéndose a escribir en un libro como lo ve un niño), y en el coro le implora que "me cuente más".  "Matilda Mother" representa un tema común en la obra de Barrett: su nostalgia por la infancia y la conciencia de no poder recuperarla. 
Barrett originalmente escribió la canción basándose en versos de <i id="mwLQ">Cautionary Tales</i> de Hilaire Belloc,  en los que una serie de niños traviesos, entre ellos Matilda, reciben su (a menudo espantoso) merecido. Barrett se vio obligado a reescribir  y volver a grabar la canción cuando los herederos de Belloc negaron el permiso para usar las letras de la obra. 

## Enlaces externos

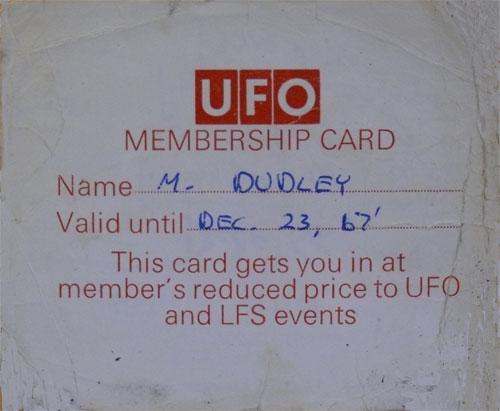
Tarjeta de abono al UFO. El club se cerró antes de acabarse el período de validez